# Llancahué
Llancahué es la localidad principal de la Isla Llancahué y se encuentra en el sector norte de la isla, frente al Canal Llancahué y pertenece administrativamente a la comuna de Hualaihué, Provincia de Palena, Región de los Lagos, Chile. 
Llancahué en lengua indígena significa Lugar de llancas o piedras verdes.
Llanacahué es conocido por sus fuentes termales. Las aguas de este balneario surgen a una temperatura superior a los 55° celcius. Estas aguas son explotadas desde el año 1935. La particularidad es que la fuente termal natural se encuentra brota en la orilla del mar y sus aguas son llevadas a tierra mediante motobomba.
El acceso a Llancahué se hace desde Hornopirén tras una navegación a través del Canal Cholgo que dura al menos 50 minutos.
Las Termas de Llancahué son una parada típica para llegar por vía marítima, a través del estero Comau, al estero Quintupeu, lugar donde estuvo fondeando el Crucero alemán SMS Dresden, durante la Primera Guerra Mundial. En el ámbito literario, tanto las termas como el estero aparecen descritos en la novela Señales del Dresden. 